# Nolet Distillery
Koninklijke Nolet Distillery B.V. is een Schiedamse jeneverstokerij, die sinds de oprichting in 1691 in handen is van de familie Nolet.

## Geschiedenis
De jeneverstokerij werd in 1691 door Joannes Nolet (1638–1702) opgericht. Hij experimenteerde bij het stoken met kruiden en specerijen. De recepten hiervan gaf hij door aan zijn zoon Jacobus (1682–1743), die aandelen voor graanmolen De Star kocht en daarmee was voorzien van een goede graantoevoer. Jacobus' zoon Joannes (1712–1772) voerde tal van verbeteringen in het bedrijf door, zoals nieuwe apparatuur en een verbeterde infrastructuur. Latere generaties breidden het bedrijf uit door aankopen van grond en aandelen in nabij gelegen molens. Tijdens de industrialisatie maakte door stoom aangedreven apparatuur een vereenvoudiging van de productie mogelijk. Joannes Nolet (1867–1934) besloot voor de Amerikaanse afzet een distilleerderij in Baltimore op te richten. Hoewel het een succes was, moest vanwege de drooglegging de productie worden gestaakt.
Na de Tweede Wereldoorlog waren er in Nederland van de veertig jeneverstokerijen nog maar enkele over, waaronder Nolet. Carolus Nolet is de huidige eigenaar van het bedrijf en introduceerde nieuwe producten, zoals Ketel 1 jenever en Ketel One in de varianten Wodka, Citroen en Oranje voor de Verenigde Staten, Nolet’s Finest Gins en Ketel 1 Matuur. In 2018 werd Ketel One Botanical in de Verenigde Staten geïntroduceerd, op vodka gebaseerd met een alcoholpercentage van 30% te verkrijgen in de varianten Peach&Orange Blossom, Cucumber&Mint en Grapefruit&Rose. Carolus Nolet breidde vanaf 1980 het bedrijf uit met nieuwe apparatuur. In 2005 liet hij de hoogste stellingmolen ter wereld, de Nolet, bouwen als blikvanger en opwekker voor elektrische energie voor het bedrijf, en voor de ontvangst van buitenlandse gasten. 
Sinds 2008 werkt het bedrijf samen met het Britse Diageo. In dat jaar kreeg Diageo een belang van 50% in de distributie en verkoop van Ketel One. De afzetmogelijkheden van Ketel One werden hierdoor sterk uitgebreid en het product is in meer dan 90 landen verkrijgbaar. Nolet heeft wel bedongen dat Ketel One altijd in Schiedam wordt gemaakt.  
Het bedrijf is ondergebracht in een besloten vennootschap en bezit een aandeel in Lucas Bols van 25%.
Op 19 mei 2016 maakte burgemeester van Schiedam Cor Lamers bekend dat Nolet Distillery voortaan het predicaat Koninklijk mag gebruiken.
Op 9 oktober 2023 heeft Nolet een bod gedaan van € 18,00 per aandeel op de aandelen Lucas Bols die het nog niet in handen heeft. De totale beurswaarde van Lucas Bols komt daarmee uit op 270 miljoen euro. De raden van bestuur en commissarissen van Lucas Bols staan achter de overname. Nolet is al lange tijd aandeelhouder in het bedrijf met een aandelenbelang van 25%.

## Trivia
Een telg uit de familie Nolet, Hubertus-Sigismundus (1788–1818), richtte samen met zijn stiefvader-in-law, distilleerder Carolus  Jacobus Blankenheym (1767-1835), in Rotterdam de distilleerderij en likeurstokerij Blankenheym & Nolet aan de Zalmhaven op. De producten worden nog steeds onder de naam Blankenheym verkocht. In 1970 is het bedrijf overgenomen door de firma Lucas Bols.